# Zdislavický rybník
Zdislavický rybník je rybník u Splavu, základní sídelní jednotky obce Herálec v okrese Havlíčkův Brod. Leží v katastrálním území Zdislavice. Nachází se asi 600 metrů severně od Zdislavic a přibližně 2,5 km severozápadně od Herálce. Ze severozápadní strany je obklopen lesním porostem. Po hrázi vede komunikace, která spojuje Splav se silnicí I/34. Rozloha rybníka je 7,42 ha. V přítokové oblasti se nacházejí mokřiny.

## Vodní režim
Rybník je napájen z Perlového potoka od jihozápadu, jedná se o obtokový rybník. A dále jedním menším bezejmenným tokem, který pramení v blízkém lese. Z rybníka vede odtok hrází na severovýchodě, odkud směřuje k blízkému rybníku Kachlička.
Celkový objem rybníka Vc je 70 000 m3 a retenční objem pak Vr je 36 500 m3.

## Příroda
Zdislavský rybník s blízkým okolím je významná ornitologická lokalita, kde byly zaznamenány výskyty vzácných druhů jako jsou orel mořský, čáp černý, čírka modrá, strnad luční a další.